# وحید دستجردی
نام خانوادگی وحید دستجردی ممکن است به هر یک از افراد زیر اشاره داشته باشد:
- سیف‌الله وحید دستجردی، رئیس سابق هلال احمر
- حمید وحید دستجردی، فیلسوف ایرانی
- هوشنگ وحید دستجردی، رئیس شهربانی کل کشور که توسط مجاهدین خلق در شهریور ۱۳۶۰ ترور شد
- احمد وحید دستجردی، مقام اطلاعاتی و نظامی جمهوری اسلامی ایران، رئیس اطلاعات دفتر رهبری و نایب رئیس هیئت مدیره شرکت سایپا
- مرضیه وحید دستجردی، وزیر سابق بهداشت ایران و نمایندهٔ ادوار ۴ و ۵ مجلس شورای اسلامی

## همچنین ببینید
- وحید دستگردی